# Anchitheriinae
Sous-famille
Les Anchitheriinae sont une sous-famille fossile de Perissodactyla de la famille des Equidae représenté par dix genres fossiles qui vivaient en Amérique du Nord, en Asie et en Europe entre l'Éocène et le Pliocène, soit il y a 42 à 3,6 millions d'années. Se sont les cousins les plus proches des équidés modernes comme les zèbres, les ânes et les chevaux, ils étaient néanmoins plus primitifs qu'eux.

## Description

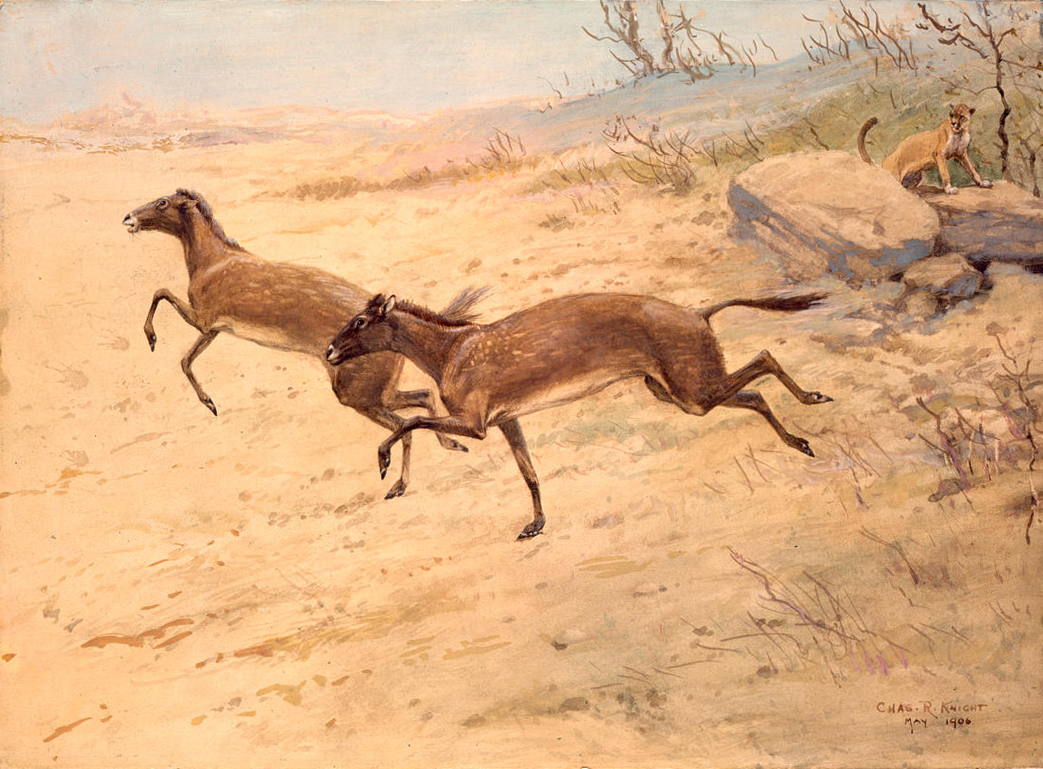
Mesohippus par Charles R. Knight 1906.

Les Anchiteriinae ont vécu dans l'hémisphère nord il y a entre 42 et 3,6 millions d'années, ils furent pour la première fois décrit par Hermann von Meyer paléontologue allemand qui est auteur de nombreuses descriptions d'espèces fossiles lors de la première moitié du XIXe siècle, avec Anchitherium ezquerrae. Ils font alors entièrement partie de la famille des Equidae, c'est Joseph Leidy qui, après avoir décrit Hypohippus affinis et Parahipus cognatus en 1858, créa en 1869 la sous-famille des Anchiteriinae. 
Cette sous-famille se compose de dix genres avec une soixantaine d'espèces dont Anchitherium avec quinze espèces dont la dernière a été décrite en 2011. Les genres les plus anciens sont composés d'animaux relativement primitifs possédant encore plusieurs doigts et étant de petite taille assez semblable aux cephalophes actuels. Cette sous-famille est apparue en Amérique du Nord puis par le biais de la Béringie va s'aventurer en Asie et en Europe. Cette famille a tenté de s'implanter en Amérique du Sud à la suite de la formation de l'isthme de Panama avec Archaeohippus dont des fossiles ont été découverts à l'endroit du canal de Panama.

## Liste des genres
Selon Paleobiology Database (27 mars 2025), :
- † Anchitherium von Meyer, 1844
- † Archeohippus Gidley, 1906
- † Desmatippus  Scott 1893
- † Hypohippus Leidy, 1858
- † Kalobatippus Osborn, 1915
- † Megahippus McGrew, 1938
- † Mesohippus Marsh, 1875
- † Miohippus  Marsh, 1874
- † Parahippus Leidy, 1858
- † Sinohippus Zhai, 1962